# Delelő Univerzum
A Delelő Univerzum (oroszul: Мир Полудня) egy irodalmi világ, amelyben a Sztrugackij testvérek által egy regényciklusban leírt események játszódnak. Reprezentatív könyve a Hazatérés – Delelő, 22. század (a világ neve innen ered), az utolsó pedig a Válaszd az életet. Az Univerzum utópisztikus természete ellenére tele van olyan problémákkal és konfliktusokkal, amelyek korunktól sem idegenek.

## Jellemzői
Ez egy olyan világ, amelyben az emberiség egy ideális társadalomban él, amelyben minden ember a számára tetsző feladaton dolgozik, a társadalom tagjai szükségleteiknek megfelelően részesednek az anyagi javakból.  A Föld után felfedezik az űrt, már más bolygókat és csillagászati objektumokat is benépesítenek, idegen civilizációkkal találkoznak, és segítik némelyikük fejlődését. A ciklus későbbi könyvei ennek a világnak az árnyoldalait is megmutatják. A Föld legmagasabb közigazgatási szerve a Világtanács, amelynek tagjai a leghíresebb tudósok, történészek, tanárok és orvosok. A tanács általában csak a Föld és a felfedezett világok globális problémáival foglalkozik.
A technológia magas szinten van minden területen, fejlett az informatika, az orvostudomány, az anyagszerkezet megváltoztatása vagy a biotechnológia. Rendelkeznek szuperszámítógéppel, amely megkeresi, rendezi és összehasonlítja a térben és időben szétszórt események és jelenségek nyomait, és azokat közös információs formákká (például képekké) alakítja. A komputer információkat nyújt a múltról, a jelenről, és ezek alapján bizonyos jövőbeli jelenségeket is előrevetít. Hatalmas kapacitása miatt különféle testi, sőt pszichés problémák megoldására is használják.
A csillagközi közlekedésben a fotonhajtóműveket felváltják a hipertérugrásra képes űrjárművek, a bolygóközlekedésben pedig a felfedezik a teleportációt.
Az embereken kívül más intelligens fajok is élnek ebben az univerzumban. Egyesek humanoidok, mások pedig teljesen idegenek az emberektől, így a velük való kapcsolattartás nagyon problematikus.

## A ciklus művei
1. Hazatérés – Delelő, 22. század (Ugrás a jövőbe) (1961 – Полдень, XXII век)
2. Menekülési kísérlet (1962 – Попытка к бегству)
3. Távoli Szivárvány (1961–63 – Далёкая Радуга)
4. Nehéz istennek lenni (1964 – Трудно быть богом)
5. Nyugtalanság (1968 – Улитка на склоне)
6. Lakott sziget (1969 – Обитаемый остров)[1]
7. A kölyök (1971 – Малыш)
8. Fiú a pokolból (1974 – Парень из преисподней)
9. Bogár a hangyabolyban (1979 – Жук в муравейнике)[1]
10. Válaszd az életet (1985 – Волны гасят ветер)[1]

A kiegészítő történetek (A Bikov-trilógia)
- A bíborszínű felhők bolygója (1959 – Страна багровых туч)
- Végállomás: Amalthea (Út az Amaltheára) (1960 – Путь на Амальтею)
- Újonc a világűrben (1962 – Стажёры)

Kapcsolódó regény
- A század ragadozó tárgyai

## Fontos szereplők
- Leonyid Andrejevics Gorbovszkij (Hazatérés – Delelő, 22. század, A kölyök, Távoli Szivárvány, Nyugtalanság, Válaszd az életet; említik a Menekülési kísérletben és a Bogár a hangyabolyban)
- Makszim Kammerer  (Lakott sziget, Bogár a hangyabolyban, Válaszd az életet)
- Gennagyij Jurijevics Komov (Hazatérés – Delelő, 22. század, A kölyök, Bogár a hangyabolyban, Válaszd az életet)
- Lev Abalkin (Bogár a hangyabolyban)
- Rudolf Sikorski (Lakott sziget, Bogár a hangyabolyban, Válaszd az életet)
- Alekszej Petrovics Bikov (A bíborszínű felhők bolygója, Végállomás: Amalthea, Újonc a világűrben)
- Ivan Zsilin (Végállomás: Amalthea, Újonc a világűrben, A század ragadozó tárgyai)

## A Delelő Univerzum bolygói
- Arkanar (Nehéz istennek lenni)
- EN 7031 (Menekülési kísérlet)
- Esperanza (Bogár a hangyabolyban)
- Giganda (Fiú a pokolból)
- Leonyida (Egy kényelmesen berendezett bolygó című történet helyszíne a Hazatérés – Delelő, 22. század kötetben)[2]
- Nagyezsda (Bogár a hangyabolyban)
- Pandora (Nyugtalanság)[3]
- Panta (A kölyök)
- Szaraks (Lakott sziget)
- Szivárvány (Távoli Szivárvány)
- Tagore (Bogár a hangyabolyban)
- Vlagyiszlava (Hazatérés – Delelő, 22. század)

## Fordítás
- Ez a szócikk részben vagy egészben  a   Welt des Mittags című német Wikipédia-szócikk ezen változatának fordításán alapul.  Az eredeti cikk szerkesztőit annak laptörténete sorolja fel. Ez a jelzés csupán a megfogalmazás eredetét és a szerzői jogokat jelzi, nem szolgál a cikkben szereplő információk forrásmegjelöléseként.